# Sathodrilus dorfus
Sathodrilus dorfus är en ringmaskart som beskrevs av Holt 1977. Sathodrilus dorfus ingår i släktet Sathodrilus och familjen Cambarincolidae. Inga underarter finns listade i Catalogue of Life.